# Isla Athol
La Isla Athol (en inglés: Athol Island) es una pequeña isla en las Bahamas, que se encuentra a tres cuartos de milla al este de la isla Paradise, que a su vez se localiza justo fuera de la isla de New Providence. La isla está deshabitada. El territorio cuenta con dos kilómetros de oeste a este. La isla forma parte de un Parque Nacional Marino. Las aguas cercanas de la isla son de uso frecuente para el snorkeling.